# Castelo Birse

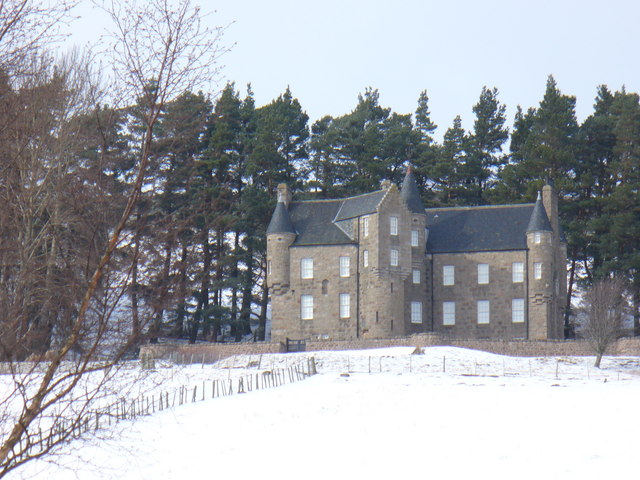
Castelo Birse no inverno

O Castelo Birse (em língua inglesa Birse Castle) é uma torre medieval localizada em Aberdeenshire, Escócia.
A torre foi protegida na categoria B do listed building, em 16 de abril de 1971.